# Johann Gabriel Doppelmayr
Johann Gabriel Doppelmayr   (Nuremberg, 27 de setembre de 1677 - Nuremberg, 1 de desembre de 1750), també escrit Doppelmayer o Doppelmair, va ser un astrònom i matemàtic alemany del segle xviii conegut per la seva obra divulgadora.

## Vida
Doppelmayr era fill d'un comerciant que era molt aficionat a l'experimentació i que sembla que va ser l'introductor de la bomba de buit a Nuremberg. Va cursar els seus estudis secundaris al Aegidien Gymnasium i el 1696 va ingressar a la universitat d'Altdorf amb la intenció d'estudiar lleis, però les classes del físic i matemàtic Johann Cristoph Sturm, el van fer interessar per la ciència.
Després d'una breu estança a la universitat de Halle, va estar viatjant per Anglaterra i Holanda els anys 1700 i 1701. A Anglaterra va conèixer Flamsteed i Newton i a Holanda va estar aprenent l'art de polir lents. Després del seu retorn a Nuremberg, va ser nomenat professor del Aegidien Gymnasium, càrrec que ja no va abandonar la resta de la seva vida, tot i que li van fer altres propostes atractives com la càtedra de mecànica de l'Acadèmia de les Ciències de Sant Petersburg.
El 1716 es va casar amb Susanna Maria Kellner, amb qui va tenir quatre fills.
Va ser membre de l'Acadèmia Prussiana de les Ciències (des de 1715), de la Royal Society (1733) i de l'Acadèmia de les Ciències de Sant Petersburg (1741).

## Obra
Els seus atles i descripcions d'instruments, les seves diverses traduccions d'obres científiques de l'anglès i el francès, els seus estudis biogràfics dels estudiosos de Nuremberg, així com els seus estudis sobre electricitat demostren ser d'especial importància.
- Eclipsis solis totalis cum mora (Nuremberg, 1706)
- Kurze Erklärung der Copernicanischen Systems (Nuremberg, 1707)
- Kurze Einleitung zur Astronomie (Nuremberg, 1708) en el qual fa una introducció a l'astronomia molt innovadora, començant pel Sol (i no per la Terra).[5]
- Neue vermehrte Welperische Gnomonica (Nuremberg, 1708)
- Neu-eroffnete mathematische Werck-Schule (Nuremberg, 1a ed., 1712, 2a ed., 1720, 3a ed., 1741), és una traducció del Traité de la construction et des principaux usages des instruments de mathématique de Nicolas Bion.[6]
- Johannis Wilkins Vertheidigter Copernicus (Leipzig, 1713), una altra traducció de l'assaig de Wilkins de 1640 sobre la probabilitat que la Terra sigui un planeta.
- Summa geometricae practicae (Nuremberg, 1718, 1750)
- Grundliche Anweisung zur Verfertigung grossen Sonnenuhren und Beschreibung derselben (Nuremberg, 1719), també en llatí amb el títol de Nova methodus parandi sciaterica solaria.
- Animadversiones nonnullae circa eclipsium observationes, (1715)
- Animadversiones circa usum vitrorum planorum in observationibus astronomicis, (1719)
- Circa trigonometriam sphaericum, (1730)
- Historische Nachricht von den Nürnbergischen Mathematicis und Künstlern (Nuremberg, 1730), llibre d'enorme valor pels historiadors de la ciència, ja que detalla les biografies d'uns 360 matemàtics i físics de Nuremberg des del segle xv fins al XVIII.
- Physica experimentis illustrata (Nuremberg, 1731)
- Atlas novus coelestis (Nuremberg, 1742), segurament la seva obra més important[7] i en la qual es mostra un dels primers dibuixos del sistema solar, procurant mantenir la proporcionalitat de les seves dimensions i mostrant les distàncies solars de forma acurada.[8]
- Neu-entdeckte Phaenomena von bewundernswürdigen Würckungen der Natur (Nuremberg, 1744)